# Alexandra Bjärrenholt
Alexandra Bjärrenholt (født 19. februar 1993) er en svensk håndboldspiller, som spiller i Skuru IK og Sveriges kvindehåndboldlandshold.